# نیروگاه دیزلی مغان و اردبیل
نیروگاه دیزلی مغان و اردبیل، یکی از نیروگاه‌های ایران با ظرفیت تولید اسمی ۴۰ مگاوات است که در استان اردبیل منطقه مغان قرار دارد.
تعداد ۸ دستگاه دیزل ژنراتور به قدرت اسمی ۵×۸ مگاوات در منطقه مغان و اردبیل تحت مدیریت این شرکت در حال بهره‌برداری هستند که ضمن تأمین قسمتی از مصرف برق منطقه ، کنترل محلی ولتاژ شبکه را نیز در همان منطقه به عهده دارند.